# سرجس أسترالي
سرجاس أسترالي (الاسم العلمي:Sargassum novae-hollandiae) هو نوع من الطلائعيات يتبع جنس السرجاس من فصيلة السرجاسية.